# Nozomu Sasaki
Nozomu Sasaki (佐々木 望 Sasaki Nozomu?) nació el 25 de enero de 1967, en Hiroshima es un actor de voz (seiyū) japonés. Actualmente está representado por la agencia de talentos, Aoni Production, y anteriormente estuvo representado por Arts Vision y 81 Produce. En  Entre sus roles más importantes están Yusuke Urameshi en Yu Yu Hakusho, Tetsuo Shima en Akira y Johan Liebheart en Monster.

## Roles de importancia
- Mello en Death Note.
- Karl en Blood+
- Johan Liebheart en MONSTER.
- Tsubasa Ōzora (adulto) en Captain Tsubasa J.
- Hikaru Tatsumura en Goal FH
- Tetsuo Shima en Akira.
- Yusuke Urameshi en Yu Yu Hakusho.
- Enishi Yukishiro y Gentatsu Takatsuki en Rurouni Kenshin OVA's.
- Guru Clef en Magic Knight Rayearth.
- Eriol Hiragizawa en Card Captor Sakura.
- Hathaway Noah en Char's Counterattack.
- Eram en Heroic Legend of Arslan.
- Chihaya en Earthian.
- Guru Clef en Mahō Kishi Rayearth.
- Hajime Sakaguchi en Please Save My Earth.
- Kazuya en Here is Greenwood.
- Higuchi Yuuya en Majin Tantei Nougami Neuro.
- The Grim Reaper en Maximo: Ghosts to Glory.
- Julian Minci en Legend of the Galactic Heroes.
- K9999 en The King of Fighters 2001 y The King of Fighters 2002 videojuegos (tributo a la película Akira).
- Hare en Monster Rancher.
- Shadi y el mago Shada en Yu-Gi-Oh!
- Cloud Strife en Ehrgeiz.
- Hayate Gekkō en Naruto.
- Nagi Naoe en Weiss Kreuz.
- Shin Mori a.k.a. Shin no Suiko (Shin of the Torrent) en Samurai Warriors.
- Chihaya en Earthian.
- Yukimaru en Samurai Champloo.
- Olba Frost en Gundam X.
- Ruka Tsuchiya en Shoujo Kakumei Utena.
- Hades God Wyvern en Mahō Sentai Magiranger.
- Jin Akutsu of Yamabuki en The Prince of Tennis.
- Lucio en Valkyrie Profile & Valkyrie Profile: Lenneth
- Sr. Kobayashi en Kono Sekai no katasumi ni
- Shinosuke en InuYasha